# Denkmalgeschützte Objekte im Bezirk Amstetten
Im Bezirk Amstetten bestehen 301 denkmalgeschützte Objekte. Die unten angeführte Liste führt zu den Gemeindelisten und gibt die Anzahl der Objekte an.
| Gemeindeliste            | Objektanzahl |
| ------------------------ | ------------ |
| Allhartsberg             | 5            |
| Amstetten                | 21           |
| Ardagger                 | 12           |
| Aschbach-Markt           | 10           |
| Behamberg                | 2            |
| Biberbach                | 2            |
| Ennsdorf                 | 2            |
| Ernsthofen               | 3            |
| Ertl                     | 2            |
| Euratsfeld               | 1            |
| Ferschnitz               | 7            |
| Haag                     | 13           |
| Haidershofen             | 8            |
| Hollenstein an der Ybbs  | 21           |
| Kematen an der Ybbs      | 2            |
| Neuhofen an der Ybbs     | 7            |
| Neustadtl an der Donau   | 7            |
| Oed-Oehling              | 7            |
| Opponitz                 | 7            |
| Seitenstetten            | 10           |
| Sonntagberg              | 12           |
| St. Georgen am Reith     | 4            |
| St. Georgen am Ybbsfelde | 4            |
| St. Pantaleon-Erla       | 10           |
| St. Peter in der Au      | 31           |
| Strengberg               | 9            |
| St. Valentin             | 15           |
| Viehdorf                 | 8            |
| Wallsee-Sindelburg       | 16           |
| Weistrach                | 5            |
| Winklarn                 | 4            |
| Wolfsbach                | 2            |
| Ybbsitz                  | 29           |
| Zeillern                 | 3            |
| Summe Bezirk Amstetten   | 301          |